# Der Hund kommt!
Der Hund kommt! ist ein Kinderroman von Christine Nöstlinger aus dem Jahr 1987. 

## Handlung
Der Hund möchte ein abenteuerliches Leben führen. Nach dem Tod seiner Frau geht er in eine Gaststätte, um dort zu arbeiten. Der Lokalbesitzer Heinrich stellt ihn als Rauswerfer ein. Als das Schwein, das beim Schwarzen Peter schummelt, geärgert wird, geht der Hund mit ihm ins Theater. Das Schwein bekommt eine Rolle, die aber nicht ernst genommen wird, worauf das Schwein eine Komödie aus dem Drama macht. 
Der Hund geht in eine Schule und wird dort versehentlich für einen Vertretungslehrer gehalten, worauf die Polizei nach dem Hund sucht. Dann fliehen der Bär, der Direktor der Schule ist, und der Hund zu Witwe Olga, der Schwägerin des Bären. Eines Tages wird der Hund krank und man bringt ihn in die Klinik. Er hat Angst vor der Klinik, denn dort starben viele seiner Verwandten. Ein Kater bittet ihn, seine Kinder aus seiner Wohnung zu befreien und sich um sie zu kümmern. Als diese kurz fortgeht, geben Hund und Bär die Katzen im Krankenhaus ab, verkleidet als Frauen. Der Bär will Politiker werden, aber eine Meckerziege verleidet es ihm, sodass der Bär mit in das Haus des Hundes zieht.

## Figuren
- Der Hund
- Der Bär
- Die Meckerziege
- Die Katzenkinder
- Die Schüler
- Die Witwe Olga
- Das Schwein
- Der Polizist
- Die Siamkatze
- Der Esel
- Der Kater

## Trivia
Das Buch ist ebenfalls als Hörspiel erschienen.